# Rasamee Supamool
Rasamee Supamool (taj.: รัศมี สุพะมูล; ur. 10 stycznia 1992 w Bangkoku) – tajska siatkarka, reprezentantka kraju, atakująca.
Obecnie występuje w drużynie Federbrau.